# Morti il 5 aprile
| Questa pagina contiene informazioni ricavate automaticamente dalle voci biografiche con l'ausilio del template Bio e di un bot. L'aggiornamento è periodico e automatico e ricostruisce completamente la pagina. Se manca una persona in questa lista, sei pregato di non aggiungerla, ma accertati piuttosto che la sua voce biografica contenga il template Bio e che i dati anagrafici siano correttamente compilati. Se il template Bio manca, inseriscilo tu stesso o, in alternativa, metti l'avviso {{tmp\|Bio}} che ne segnala la mancanza. Se i dati riportati sono sbagliati, correggi direttamente la voce biografica; le modifiche saranno visibili in questa lista entro pochi giorni. Per chiarimenti vedi il progetto biografie. La lista contiene solo le 548 persone che sono citate nell'enciclopedia e per le quali è stato implementato correttamente il template Bio. Pagina aggiornata al 17 ago 2025. |

## VI secolo(2)
- 517 - Timoteo I di Costantinopoli, arcivescovo bizantino
- 584 - Ruadhan di Lorrha, abate irlandese

## IX secolo(2)
- 828 - Niceforo I di Costantinopoli, bizantino
- 891 - Cadulto, vescovo italiano

## X secolo(1)
- 902 - Al-Muʿtaḍid, califfo

## XI secolo(4)
- 1067 - Goffredo II di Preuilly, conte francese
- 1078 - Riccardo I di Aversa, cavaliere medievale normanno
- 1091 - Giordano I di Capua, cavaliere medievale normanno
- 1095 - Geraldo di Sauve-Majeure, abate e santo francese

## XII secolo(4)
- 1127 - Alberto da Montecorvino, vescovo cattolico italiano
- 1145 - Gabriele II di Alessandria, vescovo cristiano orientale egiziano
- 1168 - Roberto di Beaumont, II conte di Leicester, nobile britannico (n. 1104)
- 1181 - Raimondo Berengario III di Provenza, conte (n. 1158)

## XIII secolo(4)
- 1205 - Isabella di Gerusalemme, sovrana (n. 1172)
- 1206 - Ottaviano Poli dei conti di Segni, cardinale e vescovo cattolico italiano
- 1221 - Asukai Masatsune, poeta giapponese (n. 1170)
- 1258 - Giuliana di Cornillon, mistica belga

## XIV secolo(7)
- 1310 - Al-Muzaffar Rukn al-Din Baybars al-Jashankir, sultano egiziano
- 1325 - Rodolfo Morthermer, I Barone di Monthermer, nobile britannico (n. 1270)
- 1335 - Ugone II di Arborea, sovrano
- 1336 - Giovanni di Gravina, conte italiano (n. 1294)
- 1348 - Raymond de Chameyrac, vescovo cattolico francese
- 1356 - Filippino Gonzaga, condottiero italiano
- 1364 - Lodrisio Visconti, condottiero italiano

## XV secolo(5)
- 1417 - Giovanni di Valois, principe francese (n. 1398)
- 1419 - Vincenzo Ferreri, presbitero e santo spagnolo (n. 1350)
- 1421 - Baldassarre di Werle, principe (n. 1375)
- 1431 - Bernardo I di Baden (n. 1364)
- 1478 - Jaume Roig, scrittore spagnolo (n. 1401)

## XVI secolo(8)
- 1512 - Lazzaro Bastiani, pittore italiano (n. 1429)
- 1564 - Giovan Girolamo de' Rossi, vescovo cattolico e umanista italiano (n. 1505)
- 1569 - Ippolito Pico della Mirandola, nobile e militare italiano (n. 1540)
- 1574 - Caterina Tomás, religiosa spagnola (n. 1531)
- 1578 - Henry Seymour, nobile inglese (n. 1503)
- 1581 - Jakub Uchański, arcivescovo cattolico polacco (n. 1502)
- 1591 - Piotr Myszkowski, vescovo cattolico polacco (n. 1510)
- 1592 - Jerónimo Cósida, pittore, scultore e architetto spagnolo

## XVII secolo(20)
- 1605 - John Stow, storico e antiquario inglese
- 1611 - Pietro De Franchi Sacco, doge (n. 1545)
- 1612 - Diana Scultori Ghisi, artista italiana (n. 1547)
- 1626 - Anna Alekseevna Koltovskaja, nobile russa
- 1631 - Sinibaldo Scorza, pittore italiano (n. 1589)
- 1654 - Atanasio III di Costantinopoli, arcivescovo ortodosso greco (n. 1597)
- 1654 - Ennio Bonifazi, organaro italiano (n. 1600)
- 1654 - Lorenzo Garbieri, pittore italiano (n. 1580)
- 1654 - Kaspar Leuw, condottiero e politico svizzero (n. 1575)
- 1657 - Eva Cristina di Württemberg, nobile tedesca (n. 1590)
- 1672 - George Ayscue, ammiraglio inglese (n. 1616)
- 1674 - Giorgio Federico di Nassau-Siegen, nobile e militare tedesco (n. 1606)
- 1676 - John Winthrop il Giovane, politico inglese (n. 1606)
- 1679 - Anna Genoveffa di Borbone-Condé, principessa francese (n. 1619)
- 1684 - William Brouncker, matematico inglese (n. 1620)
- 1693 - Filippo Guglielmo Augusto del Palatinato, nobile tedesco (n. 1668)
- 1693 - Anna Maria Luisa d'Orléans, nobile francese (n. 1627)
- 1695 - George Savile, I marchese di Halifax, politico e scrittore inglese (n. 1633)
- 1697 - Carlo XI di Svezia, sovrano svedese (n. 1655)
- 1698 - Flavio Orsini, duca italiano (n. 1620)

## XVIII secolo(40)
- 1704 - Cristiano Ulrico I di Württemberg-Oels, generale prussiano (n. 1652)
- 1707 - Jean Raon, scultore e insegnante francese (n. 1630)
- 1708 - Cristiano Enrico di Brandeburgo-Kulmbach, nobile tedesco (n. 1661)
- 1709 - Roger de Piles, pittore, critico d'arte e diplomatico francese (n. 1635)
- 1710 - Johannes Gruber, politico e mercante svizzero (n. 1640)
- 1712 - Jan Luyken, poeta, pittore e incisore olandese (n. 1649)
- 1717 - Antonio de Monforte, matematico e astronomo italiano (n. 1644)
- 1717 - Jean Jouvenet, pittore francese (n. 1644)
- 1723 - Johann Bernhard Fischer von Erlach, architetto austriaco (n. 1656)
- 1723 - Andrea Porta, pittore italiano (n. 1656)
- 1730 - Antonio Domenico Wolkenstein, vescovo cattolico italiano (n. 1662)
- 1735 - William Derham, filosofo, teologo e scienziato inglese (n. 1657)
- 1743 - Francesco Antonio Finy, cardinale e arcivescovo cattolico italiano (n. 1669)
- 1743 - Pierre Denis Martin, pittore e disegnatore francese (n. 1673)
- 1744 - Maria Crescentia Höss, religiosa tedesca (n. 1682)
- 1745 - Anna Teresa di Savoia-Carignano, principessa francese (n. 1717)
- 1747 - Francesco Solimena, pittore e architetto italiano (n. 1657)
- 1749 - Giuseppe Alaleona, letterato italiano (n. 1670)
- 1750 - Giuliano Dami, italiano (n. 1683)
- 1750 - Francesco Antonio Gonzaga, nobile italiano (n. 1704)
- 1754 - Diamante Maria Scarabelli, soprano italiano (n. 1675)
- 1765 - Cornelio Caprara, cardinale italiano (n. 1703)
- 1765 - Edward Young, poeta britannico (n. 1683)
- 1767 - Carlotta Guglielmina di Sassonia-Coburgo-Saalfeld, principessa (n. 1685)
- 1768 - Egidio Forcellini, presbitero, latinista e lessicografo italiano (n. 1688)
- 1769 - Marc-Antoine Laugier, teorico dell'architettura e storico dell'architettura francese (n. 1713)
- 1769 - Anton Karl von Salm-Reifferscheidt, nobile, politico e militare austriaco (n. 1720)
- 1770 - Jakob Friedrich von Bielfeld, scrittore e politico tedesco (n. 1717)
- 1780 - Ulrika Strömfelt, nobildonna svedese (n. 1724)
- 1780 - Pietro Tabarrani, medico e anatomista italiano (n. 1702)
- 1785 - Francesco Androsi, scultore italiano (n. 1713)
- 1794 - Claude Basire, politico francese (n. 1764)
- 1794 - François Chabot, rivoluzionario francese (n. 1756)
- 1794 - Georges Jacques Danton, politico e rivoluzionario francese (n. 1759)
- 1794 - Jean-François Delacroix, politico francese (n. 1753)
- 1794 - Joseph Delaunay, politico francese (n. 1752)
- 1794 - Camille Desmoulins, politico, avvocato e rivoluzionario francese (n. 1760)
- 1794 - Fabre d'Églantine, attore teatrale, drammaturgo e rivoluzionario francese (n. 1750)
- 1794 - Marie-Jean Hérault de Séchelles, avvocato e politico francese (n. 1759)
- 1794 - François-Joseph Westermann, generale francese (n. 1751)

## XIX secolo(61)
- 1804 - Jean-Charles Pichegru, generale e politico francese (n. 1761)
- 1806 - Benjamin Bell, chirurgo scozzese (n. 1749)
- 1808 - Johann Georg Wille, incisore tedesco (n. 1715)
- 1811 - Costantino Cedini, pittore italiano (n. 1741)
- 1822 - Aleksej Kirillovič Razumovskij, politico russo (n. 1748)
- 1825 - Carlo Maria Lenzi, vescovo cattolico italiano (n. 1761)
- 1826 - Giovan Battista Rossi, presbitero italiano (n. 1737)
- 1828 - Alberto Alemagna, politico italiano (n. 1751)
- 1828 - Joseph Hélie Désiré Perruquet de Montrichard, militare francese (n. 1760)
- 1829 - Therese von Sternbach, austriaca (n. 1775)
- 1830 - Marino Carafa di Belvedere, cardinale italiano (n. 1764)
- 1831 - Pierre Léonard Vander Linden, entomologo belga (n. 1797)
- 1833 - Giovanni Domenico Anguillesi, letterato italiano (n. 1766)
- 1835 - Ivan Petrovič Martos, scultore russo (n. 1754)
- 1836 - Vincenzo Briganti, medico, naturalista e micologo italiano (n. 1766)
- 1840 - Paolo I Demidoff, imprenditore russo (n. 1798)
- 1842 - Shah Shuja Durrani, sovrano afghano (n. 1785)
- 1842 - Claudio Ermanno Ferrari, lessicografo italiano (n. 1767)
- 1845 - Michelangelo Ziccardi, botanico, storico e medico italiano (n. 1802)
- 1846 - Clotilde de Vaux, scrittrice e poetessa francese (n. 1815)
- 1848 - Jakob von Washington, militare olandese (n. 1778)
- 1852 - Pietro VII di Alessandria, vescovo cristiano orientale egiziano
- 1852 - Felix Schwarzenberg, politico e diplomatico austriaco (n. 1800)
- 1855 - Ferdinando Crivelli, architetto italiano (n. 1810)
- 1856 - Antonio Tonduti de l'Escarène, militare e politico italiano (n. 1771)
- 1857 - Ernst Christian Walz, filologo classico e grecista tedesco (n. 1802)
- 1861 - Ferdinand Joachimsthal, matematico tedesco (n. 1818)
- 1862 - Jakob Robert Steiger, medico e politico svizzero (n. 1801)
- 1864 - Angelo Baldassarri, patriota e militare italiano (n. 1832)
- 1865 - Manfredo Fanti, generale e politico italiano (n. 1806)
- 1865 - Stefano Paolo Rambaldi, presbitero italiano (n. 1803)
- 1867 - Atanasio Canata, religioso, letterato e educatore italiano (n. 1811)
- 1871 - Paolo Savi, geologo e ornitologo italiano (n. 1798)
- 1872 - Paul Auguste Ernest Laugier, astronomo francese (n. 1812)
- 1873 - Andrew B. Moore, politico statunitense (n. 1807)
- 1873 - Milivoje Petrović Blaznavac, militare e politico serbo (n. 1824)
- 1875 - Camille Chazal, pittore francese (n. 1825)
- 1877 - Bohuš Nosák Nezabudov, scrittore, giornalista e pastore protestante slovacco (n. 1818)
- 1878 - Lorenzo Nelli, magistrato, giurista e politico italiano (n. 1809)
- 1879 - Massimo Cordero di Montezemolo, politico e prefetto italiano (n. 1807)
- 1879 - Giuseppe Pisanelli, giurista e politico italiano (n. 1812)
- 1881 - Telemaco Buonaiuti, architetto italiano (n. 1801)
- 1882 - Pierre Guillaume Frédéric Le Play, ingegnere, sociologo e economista francese (n. 1806)
- 1883 - Henri Ract, politico francese (n. 1813)
- 1887 - Henri Dupin, librettista e drammaturgo francese (n. 1791)
- 1888 - Vsevolod Michajlovič Garšin, scrittore russo (n. 1855)
- 1889 - Louis-Guillaume Perreaux, ingegnere e inventore francese (n. 1816)
- 1891 - Luigi Lapenna, politico italiano (n. 1825)
- 1892 - Isacco Maurogonato Pesaro, politico italiano (n. 1817)
- 1892 - Giuseppe Salvatore Pianell, generale e politico italiano (n. 1818)
- 1893 - Didier Début, scultore francese (n. 1824)
- 1893 - Francesco Mauro, chimico italiano (n. 1850)
- 1894 - Friedrich Wilhelm Weber, poeta e politico tedesco (n. 1813)
- 1895 - Guillermo Moncada, generale cubano (n. 1841)
- 1896 - Saturnina Rodríguez de Zavalía, religiosa argentina (n. 1823)
- 1896 - Mariano Semmola, medico, filosofo e politico italiano (n. 1831)
- 1897 - Paulo Fambri, scrittore, patriota e politico italiano (n. 1827)
- 1897 - Fred Hargreaves, calciatore inglese (n. 1858)
- 1898 - Piero Puccioni, politico italiano (n. 1833)
- 1900 - Joseph Louis François Bertrand, matematico francese (n. 1822)
- 1900 - Osman Nuri Pascià, generale turco (n. 1832)

## XX secolo(250)
- 1901 - Angelo Messedaglia, economista, statistico e politico italiano (n. 1820)
- 1901 - Konstantin Stoilov, politico bulgaro (n. 1853)
- 1904 - Ernesto Leopoldo di Leiningen, nobile tedesco (n. 1830)
- 1904 - Frances Power Cobbe, scrittrice e attivista irlandese (n. 1822)
- 1905 - Enrico Cravero, imprenditore italiano (n. 1836)
- 1908 - Gaetano Coronaro, direttore d'orchestra, pedagogo e compositore italiano (n. 1852)
- 1908 - Jeff Kidder, statunitense (n. 1875)
- 1913 - Antonio Cavagna Sangiuliani, storico italiano (n. 1843)
- 1914 - Bernard Borggreve, botanico tedesco (n. 1836)
- 1915 - Giusto Dacci, compositore italiano (n. 1840)
- 1915 - Emanuele Fergola, matematico e astronomo italiano (n. 1830)
- 1916 - Giacomo Costa, armatore e imprenditore italiano (n. 1836)
- 1916 - Maksim Maksimovič Kovalevskij, storico, sociologo e politico russo (n. 1851)
- 1917 - Ernesto Biondi, scultore italiano (n. 1854)
- 1918 - Ambrogio Campiglio, ingegnere italiano (n. 1842)
- 1918 - George Tupou II, sovrano tongano (n. 1874)
- 1918 - Paul Vidal de la Blache, geografo francese (n. 1845)
- 1919 - Lallie Charles, fotografa britannica (n. 1869)
- 1920 - Laurent Marqueste, scultore francese (n. 1848)
- 1920 - Edgardo Del Valle de Paz, pianista e compositore italiano (n. 1861)
- 1921 - Alphons Diepenbrock, compositore olandese (n. 1862)
- 1921 - Gino Galeotti, medico e patologo italiano (n. 1867)
- 1921 - Agostino da Montefeltro, francescano italiano (n. 1839)
- 1922 - Pandita Ramabai, storica, pedagogista e attivista indiana (n. 1858)
- 1923 - George Herbert, V conte di Carnarvon, nobile, egittologo e collezionista d'arte britannico (n. 1866)
- 1924 - Victor Hensen, biologo tedesco (n. 1835)
- 1926 - Washington Lindsey, politico e avvocato statunitense (n. 1862)
- 1928 - Jane Ellen Harrison, storica delle religioni e linguista britannica (n. 1850)
- 1928 - Roberto Payró, scrittore e giornalista argentino (n. 1867)
- 1929 - Francis Aidan Gasquet, cardinale britannico (n. 1846)
- 1929 - Harry Harvey, regista e attore statunitense (n. 1873)
- 1929 - Ludwig von Sybel, archeologo tedesco (n. 1846)
- 1930 - Anna Lea Merritt, pittrice statunitense (n. 1844)
- 1931 - Stefano Pittaluga, produttore cinematografico e editore italiano (n. 1887)
- 1932 - María Blanchard, pittrice spagnola (n. 1881)
- 1932 - John Steppling, attore e regista tedesco (n. 1870)
- 1933 - Arife Kadriye Sultan, principessa ottomana (n. 1885)
- 1933 - Earl Derr Biggers, scrittore, giornalista e commediografo statunitense (n. 1884)
- 1933 - Mariano Borgatti, militare italiano (n. 1853)
- 1933 - Andrej Karlin, vescovo cattolico austriaco (n. 1857)
- 1933 - Hjalmar Mellin, matematico finlandese (n. 1854)
- 1933 - Roderich Stintzing, medico tedesco (n. 1854)
- 1934 - Salvatore Di Giacomo, poeta, drammaturgo e saggista italiano (n. 1860)
- 1934 - Jirō Satō, tennista giapponese (n. 1908)
- 1935 - Angelo Bughetti, presbitero e educatore italiano (n. 1877)
- 1935 - Henri Gambart, commediografo, regista cinematografico e paroliere francese
- 1935 - Achille Locatelli, cardinale e arcivescovo cattolico italiano (n. 1856)
- 1935 - Emil Młynarski, violinista, docente e direttore d'orchestra polacco (n. 1870)
- 1935 - Giuseppe Scarlata, vescovo cattolico italiano (n. 1858)
- 1935 - Franz von Vecsey, violinista ungherese (n. 1893)
- 1936 - Filippo Cifariello, scultore italiano (n. 1864)
- 1936 - Chandler Egan, golfista e architetto statunitense (n. 1884)
- 1937 - José Benlliure y Gil, pittore spagnolo (n. 1855)
- 1938 - Helena Westermarck, pittrice e scrittrice finlandese (n. 1857)
- 1940 - Robert Maillart, ingegnere svizzero (n. 1872)
- 1940 - Jay O'Brien, bobbista statunitense (n. 1883)
- 1940 - Agostino Maria Trucco, economista italiano (n. 1865)
- 1941 - Parvin E'tesami, poetessa iraniana (n. 1907)
- 1941 - Franciszek Kleeberg, generale polacco (n. 1888)
- 1941 - Arthur Lapworth, chimico scozzese (n. 1872)
- 1941 - George McKenzie, pugile britannico (n. 1901)
- 1941 - Ettore Moschino, giornalista, scrittore e poeta italiano (n. 1867)
- 1941 - Marcello Serrazanetti, pioniere dell'aviazione, militare e politico italiano (n. 1888)
- 1943 - Umberto Norsa, letterato italiano (n. 1866)
- 1943 - Stefano Oberto, presbitero e militare italiano (n. 1908)
- 1943 - Bernhard Pankok, architetto, designer e pittore tedesco (n. 1872)
- 1944 - Alime Abdenanova, esploratrice sovietica (n. 1924)
- 1944 - Franco Balbis, militare e partigiano italiano (n. 1911)
- 1944 - Quinto Bevilacqua, partigiano italiano (n. 1916)
- 1944 - Giulio Biglieri, partigiano e bibliotecario italiano (n. 1911)
- 1944 - Pietro Borrotzu, partigiano italiano (n. 1921)
- 1944 - Paolo Braccini, partigiano e antifascista italiano (n. 1907)
- 1944 - Enrico Giachino, partigiano italiano (n. 1916)
- 1944 - Eusebio Giambone, partigiano e operaio italiano (n. 1903)
- 1944 - Casper Holstein, mafioso statunitense (n. 1877)
- 1944 - Isolde Kurz, scrittrice e poetessa tedesca (n. 1853)
- 1944 - Massimo Montano, partigiano italiano (n. 1919)
- 1944 - Giuseppe Perotti, generale, ingegnere e partigiano italiano (n. 1895)
- 1945 - Heinrich Borgmann, militare tedesco (n. 1912)
- 1945 - Abele De Blasio, antropologo italiano (n. 1858)
- 1945 - Piet Dumortier, calciatore olandese (n. 1915)
- 1945 - Franco Ghiglia, partigiano italiano (n. 1926)
- 1945 - Hans Kalb, calciatore tedesco (n. 1899)
- 1945 - Karl Otto Koch, militare tedesco (n. 1897)
- 1945 - Romano Magnaldi, partigiano italiano (n. 1928)
- 1945 - Hans-Günther Stotten, militare tedesco (n. 1916)
- 1945 - Simone Weber, presbitero e storico italiano (n. 1859)
- 1946 - Vincent Youmans, compositore statunitense (n. 1898)
- 1947 - Brunetto Brunetti, generale italiano (n. 1887)
- 1947 - John Philip Du Cane, generale britannico (n. 1865)
- 1947 - Gerolamo Longhena, giurista e politico italiano (n. 1881)
- 1947 - Alexandros Merkati, golfista greco (n. 1874)
- 1948 - Luigi Maria Grassi, vescovo cattolico italiano (n. 1887)
- 1948 - Abby Aldrich Rockefeller, collezionista d'arte e filantropa statunitense (n. 1874)
- 1948 - Angelo Joseph Rossi, politico statunitense (n. 1878)
- 1948 - Albert Rénier, calciatore francese (n. 1896)
- 1950 - Mariano Cordovani, religioso, teologo e docente italiano (n. 1883)
- 1950 - Karolina Olsson, svedese (n. 1861)
- 1950 - Hiroshi Yoshida, incisore e pittore giapponese (n. 1876)
- 1951 - Giuseppe Bevilacqua, commediografo italiano (n. 1891)
- 1952 - Agnes Morton, tennista britannica (n. 1872)
- 1953 - Riccardo Campagnoni, educatore e politico italiano (n. 1886)
- 1954 - Claude Delvincourt, pianista e compositore francese (n. 1888)
- 1954 - Jesús María Echavarría y Aguirre, vescovo cattolico messicano (n. 1858)
- 1954 - Sigvard Kinnunen, sollevatore svedese (n. 1920)
- 1954 - Marta di Svezia, principessa svedese (n. 1901)
- 1955 - Wilhelm Dörr, tiratore di fune, multiplista e discobolo tedesco (n. 1881)
- 1956 - Francesco Frola, politico, giornalista e scrittore italiano (n. 1886)
- 1958 - Josef Ludwig Brems, vescovo cattolico belga (n. 1870)
- 1958 - Ferdinando di Baviera, nobile (n. 1884)
- 1958 - Francesco Moro, politico italiano (n. 1898)
- 1958 - Salvatore Riccobono, giurista italiano (n. 1864)
- 1958 - Isidora Sekulić, scrittrice serba (n. 1877)
- 1958 - Pé Verhaegen, ciclista su strada e ciclocrossista belga (n. 1902)
- 1959 - Roman Schmidt, aviatore austro-ungarico (n. 1893)
- 1960 - Domenico Bartolini, funzionario e politico italiano (n. 1880)
- 1960 - Herbert Hervey, V marchese di Bristol, diplomatico britannico (n. 1870)
- 1960 - Alma Kruger, attrice statunitense (n. 1871)
- 1960 - Fortunato Pintor, bibliografo e bibliotecario italiano (n. 1877)
- 1961 - Nicola Musto, politico e sindacalista italiano (n. 1919)
- 1961 - Olga Máté, fotografa ungherese (n. 1878)
- 1962 - Zaccaria Bricito, politico italiano (n. 1875)
- 1962 - Alfred Joseph Gummer, vescovo cattolico australiano (n. 1899)
- 1962 - Alfredo Kindelán, nobile, ufficiale e aviatore spagnolo (n. 1879)
- 1962 - Boo Kullberg, ginnasta svedese (n. 1889)
- 1963 - Jacobus Johannes Pieter Oud, architetto e urbanista olandese (n. 1890)
- 1963 - Tamasese Mea'ole, politico samoano (n. 1905)
- 1964 - James Chapin, ornitologo statunitense (n. 1889)
- 1964 - Aloïse Corbaz, pittrice svizzera (n. 1886)
- 1964 - Douglas MacArthur, generale statunitense (n. 1880)
- 1964 - Gino Alfonso Sada, imprenditore italiano (n. 1888)
- 1965 - Johann Evangelist Müller, arcivescovo cattolico tedesco (n. 1877)
- 1965 - Pedro Sernagiotto, calciatore brasiliano (n. 1908)
- 1965 - Sándor Szalay, pattinatore artistico su ghiaccio ungherese (n. 1893)
- 1966 - Slats Gill, cestista, giocatore di baseball e allenatore di pallacanestro statunitense (n. 1901)
- 1966 - Lamberto Vannutelli, ammiraglio e esploratore italiano (n. 1871)
- 1967 - Mischa Elman, violinista statunitense (n. 1891)
- 1967 - Johan Falkberget, scrittore norvegese (n. 1879)
- 1967 - Bert Johnston, mezzofondista britannico (n. 1902)
- 1967 - Hermann Joseph Muller, biologo e genetista statunitense (n. 1890)
- 1968 - Lois Andrews, attrice statunitense (n. 1925)
- 1968 - Lajos Csordás, calciatore ungherese (n. 1932)
- 1968 - Brian Hill, calciatore inglese (n. 1937)
- 1968 - Umberto Antonio Padovani, filosofo e storico della filosofia italiano (n. 1894)
- 1968 - Giuseppe Paris, ginnasta italiano (n. 1895)
- 1968 - Bruno Pincherle, medico e antifascista italiano (n. 1903)
- 1968 - Wilfrid Thomas Reid, ingegnere britannico (n. 1887)
- 1969 - Giovanni Battista Alessandri, giornalista, prefetto e politico italiano (n. 1904)
- 1969 - Alberto Bonucci, attore e cabarettista italiano (n. 1918)
- 1969 - Arnaldo Carpanetti, pittore italiano (n. 1898)
- 1969 - Ain-Ervin Mere, militare estone (n. 1903)
- 1969 - Giosuè Poli, dirigente sportivo, giornalista e atleta italiano (n. 1903)
- 1970 - Harriet Margaret Louisa Bolus, botanica sudafricana (n. 1877)
- 1970 - Karl Graf von Spreti, diplomatico, architetto e politico tedesco (n. 1907)
- 1970 - Alfred Sturtevant, genetista e biologo statunitense (n. 1891)
- 1971 - Stefano Siglienti, banchiere e politico italiano (n. 1898)
- 1972 - Brian Donlevy, attore statunitense (n. 1901)
- 1972 - Isabel Jewell, attrice statunitense (n. 1907)
- 1972 - Pier Angelo Mazzolotti, regista e sceneggiatore italiano (n. 1890)
- 1973 - Roger Cousinet, pedagogista francese (n. 1881)
- 1973 - Herbert Graf, produttore teatrale austriaco (n. 1903)
- 1973 - David Murray, pilota automobilistico britannico (n. 1909)
- 1973 - Aldo Urbani, generale italiano (n. 1896)
- 1973 - Giovanni Vecchina, calciatore e allenatore di calcio italiano (n. 1902)
- 1974 - Antonio Acciai, presbitero italiano (n. 1924)
- 1974 - Bino Bini, schermidore italiano (n. 1900)
- 1974 - Jennifer Vyvyan, soprano inglese (n. 1925)
- 1975 - Tell Berna, mezzofondista statunitense (n. 1891)
- 1975 - John A. Burns, politico statunitense (n. 1909)
- 1975 - Chiang Kai-shek, generale e politico cinese (n. 1887)
- 1975 - Inez Courtney, attrice statunitense (n. 1908)
- 1975 - Victor Marijnen, politico olandese (n. 1917)
- 1975 - Harold Osborn, altista e multiplista statunitense (n. 1899)
- 1975 - Charles Williams, scrittore statunitense (n. 1909)
- 1976 - Desdemona Balistrieri, attrice italiana (n. 1889)
- 1976 - Howard Hughes, aviatore, regista e produttore cinematografico statunitense (n. 1905)
- 1976 - Wilder Penfield, neurologo canadese (n. 1891)
- 1976 - Harry Wyld, pistard britannico (n. 1900)
- 1977 - Carlos Prío Socarrás, politico cubano (n. 1903)
- 1978 - Douglas Henderson, attore statunitense (n. 1919)
- 1978 - Bruno Scher, calciatore e allenatore di calcio italiano (n. 1907)
- 1978 - Carlo Tagliabue, baritono italiano (n. 1898)
- 1979 - Wang Yunwu, linguista e politico cinese (n. 1888)
- 1980 - Max Brand, compositore austriaco (n. 1896)
- 1980 - Franco Levi, giurista italiano (n. 1937)
- 1980 - Georges Piot, canottiere francese (n. 1896)
- 1981 - Franco Gentilini, pittore italiano (n. 1909)
- 1981 - Émile Hanse, calciatore belga (n. 1892)
- 1981 - Bob Hite, cantante e musicista statunitense (n. 1943)
- 1981 - Mitsuko Mito, attrice giapponese (n. 1919)
- 1981 - Fiamma Vigo, gallerista, pittrice e collezionista d'arte italiana (n. 1908)
- 1982 - Tonino Fradelloni, calciatore italiano (n. 1907)
- 1982 - Roberto Passarin, calciatore italiano (n. 1934)
- 1984 - Robert Adams, scultore e designer britannico (n. 1917)
- 1984 - Basil Eugster, generale inglese (n. 1914)
- 1984 - Herbert Fleischmann, attore tedesco (n. 1925)
- 1984 - Hans Lunding, ufficiale e cavaliere danese (n. 1899)
- 1984 - Arthur Harris, generale britannico (n. 1892)
- 1984 - Giuseppe Tucci, orientalista, esploratore e storico delle religioni italiano (n. 1894)
- 1984 - Sidney Webster, aviatore e militare britannico (n. 1900)
- 1985 - Nicola Restaino, magistrato italiano (n. 1907)
- 1986 - Manly Wade Wellman, scrittore statunitense (n. 1903)
- 1987 - Leabua Jonathan, politico lesothiano (n. 1914)
- 1987 - Mario Negri, scultore e critico d'arte italiano (n. 1916)
- 1988 - Swede Halbrook, cestista statunitense (n. 1933)
- 1988 - Alf Kjellin, regista e attore svedese (n. 1920)
- 1989 - Armando Bottin, attore italiano (n. 1942)
- 1989 - Frank Foss, astista statunitense (n. 1895)
- 1989 - Marjorie Hoshelle, attrice statunitense (n. 1918)
- 1989 - Anton Ervandovič Kočinjan, politico sovietico (n. 1913)
- 1989 - Kurt Lischka, militare tedesco (n. 1909)
- 1989 - Karel Zeman, regista e animatore cecoslovacco (n. 1910)
- 1990 - Vincenzo Bosari, scrittore italiano (n. 1901)
- 1990 - Arturo Imedio, cestista, allenatore di pallacanestro e dirigente sportivo spagnolo (n. 1930)
- 1990 - Filippo Romano, magistrato italiano (n. 1907)
- 1991 - Antonín Bradáč, calciatore cecoslovacco (n. 1920)
- 1991 - Mario Brancacci, umorista e sceneggiatore italiano (n. 1910)
- 1991 - Sonny Carter, astronauta e medico statunitense (n. 1947)
- 1991 - William Sidney, militare e politico britannico (n. 1909)
- 1991 - Renato Turi, attore, doppiatore e direttore del doppiaggio italiano (n. 1920)
- 1992 - Vakhtang Chabukiani, ballerino e coreografo georgiano (n. 1910)
- 1992 - Suada Dilberović, croata (n. 1968)
- 1992 - Takeshi Inoue, calciatore giapponese (n. 1928)
- 1992 - Anthony Oldham, militare britannico (n. 1913)
- 1992 - Molly Picon, attrice statunitense (n. 1898)
- 1993 - Divya Bharti, attrice indiana (n. 1974)
- 1994 - Kurt Cobain, cantautore e chitarrista statunitense (n. 1967)
- 1994 - Bedřich Poula, sollevatore e dirigente sportivo cecoslovacco (n. 1917)
- 1994 - Marlon Riggs, regista cinematografico statunitense (n. 1957)
- 1995 - Tognella, cabarettista e attore italiano (n. 1938)
- 1995 - Adalbert Dickhut, ginnasta tedesco (n. 1923)
- 1995 - Emilio Greco, scultore, scrittore e illustratore italiano (n. 1913)
- 1995 - Gianni Padoan, scrittore, ambientalista e etologo italiano (n. 1927)
- 1995 - Christian Pineau, politico francese (n. 1904)
- 1995 - Ron Richardson, attore e baritono statunitense (n. 1952)
- 1996 - Frans Gommers, calciatore belga (n. 1917)
- 1996 - Charlene Holt, attrice statunitense (n. 1928)
- 1996 - Panajot Panajotov, calciatore bulgaro (n. 1930)
- 1997 - Ignazio Buttitta, poeta italiano (n. 1899)
- 1997 - Allen Ginsberg, poeta statunitense (n. 1926)
- 1997 - František Kožík, scrittore ceco (n. 1909)
- 1998 - Ettore Bonora, critico letterario, storico della letteratura e italianista italiano (n. 1915)
- 1998 - Cozy Powell, batterista britannico (n. 1947)
- 1999 - Giulio Einaudi, editore italiano (n. 1912)
- 1999 - Sam Shaw, fotografo statunitense (n. 1912)
- 2000 - Elisa Breton, artista francese (n. 1906)
- 2000 - Ėduard Aleksandrovič Gavrilov, regista sovietico (n. 1934)
- 2000 - Heinrich Müller, allenatore di calcio e calciatore austriaco (n. 1909)
- 2000 - Lee Petty, pilota automobilistico statunitense (n. 1914)
- 2000 - Irina Fëdorovna Sebrova, aviatrice russa (n. 1914)

## XXI secolo(140)
- 2001 - Hernâni Ferreira da Silva, calciatore portoghese (n. 1931)
- 2001 - Jay Miller, cestista statunitense (n. 1943)
- 2001 - Aldo Olivieri, allenatore di calcio, dirigente sportivo e calciatore italiano (n. 1910)
- 2002 - Voldemārs Bērziņš, calciatore lettone (n. 1905)
- 2002 - Kim Won-gyun, compositore nordcoreano (n. 1917)
- 2002 - Gigi Marsico, cestista e allenatore di pallacanestro italiano (n. 1920)
- 2002 - Layne Staley, cantante statunitense (n. 1967)
- 2002 - Ben Warley, cestista statunitense (n. 1936)
- 2003 - Giovanni Dusi, scrittore e partigiano italiano (n. 1923)
- 2003 - Keizo Morishita, pittore giapponese (n. 1944)
- 2003 - Federico Pizarro, calciatore argentino (n. 1927)
- 2004 - Fernand Goyvaerts, calciatore belga (n. 1938)
- 2004 - Sławomir Rawicz, ufficiale e scrittore polacco (n. 1915)
- 2004 - Ed White, attore statunitense (n. 1947)
- 2005 - Saul Bellow, scrittore canadese (n. 1915)
- 2005 - Robert Borg, cavaliere statunitense (n. 1913)
- 2005 - Chung Nam-sik, allenatore di calcio e calciatore sudcoreano (n. 1917)
- 2005 - Alberto Cipellini, politico e partigiano italiano (n. 1919)
- 2005 - Károly Ecser, sollevatore ungherese (n. 1931)
- 2005 - Julián Kent, dirigente sportivo, notaio e diplomatico argentino (n. 1917)
- 2005 - Edwin Leather, politico e scrittore canadese (n. 1919)
- 2005 - Dale Messick, fumettista statunitense (n. 1906)
- 2005 - Dragoljub Minić, scacchista serbo (n. 1936)
- 2005 - Roy Rea, calciatore nordirlandese (n. 1934)
- 2006 - Quirico Bernacchi, ciclista su strada italiano (n. 1914)
- 2006 - Alain de Boissieu, generale francese (n. 1914)
- 2006 - Luigi Briganti, partigiano italiano (n. 1924)
- 2006 - Giovanni Campo, urbanista e politico italiano (n. 1943)
- 2006 - Allan Kaprow, artista statunitense (n. 1927)
- 2006 - Karl Kraus, geodeta tedesco (n. 1939)
- 2006 - Ray Krzoska, cestista e allenatore di pallacanestro statunitense (n. 1918)
- 2006 - Pasquale Macchi, arcivescovo cattolico italiano (n. 1923)
- 2006 - Nicola Novali, calciatore italiano (n. 1930)
- 2006 - Gene Pitney, cantante, compositore e musicista statunitense (n. 1940)
- 2006 - Luigi Mario Pizzinelli, giornalista e scrittore italiano (n. 1918)
- 2006 - Evgenij Seredin, nuotatore sovietico (n. 1958)
- 2007 - Boris Durov, regista sovietico (n. 1937)
- 2007 - Maria Gripe, scrittrice svedese (n. 1923)
- 2007 - Thomas Stoltz Harvey, patologo statunitense (n. 1912)
- 2007 - Mark St. John, chitarrista statunitense (n. 1956)
- 2007 - Darryl Stingley, giocatore di football americano statunitense (n. 1951)
- 2007 - Nils Wiberg, chimico tedesco (n. 1934)
- 2008 - Alexander Grasshoff, regista, sceneggiatore e produttore cinematografico statunitense (n. 1928)
- 2008 - Charlton Heston, attore, regista e attivista statunitense (n. 1923)
- 2008 - Giorgio Milesi, saggista, scrittore e artista italiano (n. 1927)
- 2009 - Irving John Good, matematico e crittografo britannico (n. 1916)
- 2009 - Marta Sordi, storica italiana (n. 1925)
- 2010 - Francesco Conz, editore italiano (n. 1935)
- 2010 - Nicole Drouin, modella francese (n. 1928)
- 2010 - Vitalij Ivanovič Sevast'janov, cosmonauta, politico e ingegnere sovietico (n. 1935)
- 2011 - Jean Aubert, scrittore, poeta e editore francese (n. 1921)
- 2011 - Umberto Barbaresi, politico italiano (n. 1926)
- 2011 - Gianni Brezza, ballerino, coreografo e regista italiano (n. 1937)
- 2011 - Stefán Jónsson, pallanuotista islandese (n. 1918)
- 2011 - Andrej Klinar, sciatore alpino sloveno (n. 1942)
- 2011 - Ange-Félix Patassé, politico centrafricano (n. 1937)
- 2011 - Walter Riedschy, calciatore tedesco (n. 1925)
- 2011 - Aroldo Tolomelli, partigiano e politico italiano (n. 1921)
- 2012 - Joe Avezzano, allenatore di football americano e giocatore di football americano statunitense (n. 1943)
- 2012 - Jim Marshall, imprenditore britannico (n. 1923)
- 2012 - Barney McKenna, musicista irlandese (n. 1939)
- 2012 - Claude Miller, regista e sceneggiatore francese (n. 1942)
- 2012 - Bingu wa Mutharika, economista e politico malawiano (n. 1934)
- 2012 - Ferdinand Alexander Porsche, ingegnere, progettista e manager tedesco (n. 1935)
- 2013 - Regina Bianchi, attrice italiana (n. 1921)
- 2013 - Piero De Palma, tenore italiano (n. 1925)
- 2013 - Piero Mangani, matematico e logico italiano (n. 1935)
- 2014 - Óscar Avilés, cantante, chitarrista e compositore peruviano (n. 1924)
- 2014 - Mariano Díaz, ciclista su strada spagnolo (n. 1939)
- 2014 - Peter Matthiessen, scrittore e naturalista statunitense (n. 1927)
- 2014 - John Pinette, attore e comico statunitense (n. 1964)
- 2014 - Claudio Sinatti, artista, fotografo e regista italiano (n. 1972)
- 2014 - José Wilker, attore e regista brasiliano (n. 1947)
- 2015 - Richard Dysart, attore statunitense (n. 1929)
- 2015 - Akira Machida, giurista giapponese (n. 1936)
- 2015 - Bice Minori, costumista italiana (n. 1923)
- 2015 - Julie Wilson, cantante e attrice statunitense (n. 1924)
- 2016 - Kari Elisabeth Børresen, teologa norvegese (n. 1932)
- 2016 - Roman Gribbs, politico statunitense (n. 1925)
- 2016 - Ed Johnson, cestista e allenatore di pallacanestro statunitense (n. 1944)
- 2016 - Armando Rigobello, filosofo italiano (n. 1924)
- 2016 - Refa'i Ahmed Taha, terrorista egiziano (n. 1954)
- 2017 - Attilio Benfatto, ciclista su strada e pistard italiano (n. 1943)
- 2017 - Arthur Bisguier, scacchista statunitense (n. 1929)
- 2017 - Paul G. Comba, astronomo e matematico italiano (n. 1926)
- 2017 - Tim Parnell, pilota automobilistico britannico (n. 1932)
- 2017 - Paul O'Neill, produttore discografico, arrangiatore e compositore statunitense (n. 1956)
- 2017 - Memè Perlini, attore e regista italiano (n. 1947)
- 2017 - Makoto Ōoka, poeta e critico letterario giapponese (n. 1931)
- 2018 - Grady Alderman, giocatore di football americano statunitense (n. 1938)
- 2018 - Maurice Bellet, presbitero, filosofo e teologo francese (n. 1923)
- 2018 - Eric Bristow, giocatore di freccette inglese (n. 1957)
- 2018 - Giorgio Bubba, giornalista e telecronista sportivo italiano (n. 1936)
- 2018 - Branislav Pokrajac, pallamanista e allenatore di pallamano serbo (n. 1947)
- 2018 - Isao Takahata, regista, sceneggiatore e produttore cinematografico giapponese (n. 1935)
- 2018 - Cecil Taylor, pianista statunitense (n. 1929)
- 2018 - Raymonde Vergauwen, nuotatrice belga (n. 1928)
- 2019 - Sydney Brenner, biologo sudafricano (n. 1927)
- 2019 - Gianfranco Leoncini, calciatore e allenatore di calcio italiano (n. 1939)
- 2019 - Berto Pelosso, sceneggiatore e regista italiano (n. 1934)
- 2019 - Angela Stone, attrice pornografica statunitense (n. 1981)
- 2019 - Ly Tong, attivista e aviatore vietnamita (n. 1946)
- 2019 - Mimì Zorzi, scrittrice italiana (n. 1928)
- 2020 - Giuseppe Agostini, organista, direttore di coro e compositore italiano (n. 1930)
- 2020 - Giorgio Bettini, calciatore e allenatore di calcio italiano (n. 1936)
- 2020 - Honor Blackman, attrice britannica (n. 1925)
- 2020 - Margaret Burbidge, astronoma e astrofisica britannica (n. 1919)
- 2020 - Mahmud Gibril, politico libico (n. 1952)
- 2020 - John Lucas, filosofo britannico (n. 1929)
- 2020 - Bobby Mitchell, giocatore di football americano statunitense (n. 1935)
- 2020 - Hank Whitney, cestista statunitense (n. 1939)
- 2021 - Hugo Castañeira, dirigente sportivo e giocatore di calcio a 5 argentino (n. 1962)
- 2021 - Philip Chapman, astronauta statunitense (n. 1935)
- 2021 - Sergio Maggini, ciclista su strada italiano (n. 1920)
- 2021 - Piero Molducci, allenatore di pallavolo italiano (n. 1955)
- 2021 - Paul Ritter, attore e produttore cinematografico britannico (n. 1966)
- 2021 - Marshall Sahlins, antropologo statunitense (n. 1930)
- 2022 - Sidney Altman, chimico statunitense (n. 1939)
- 2022 - Joaquim Carvalho, calciatore portoghese (n. 1937)
- 2022 - Helen Fletcher, tennista britannica (n. 1931)
- 2022 - Graciela Giannettasio, politica e avvocata argentina (n. 1950)
- 2022 - Stanisław Kowalski, atleta e supercentenario polacco (n. 1910)
- 2022 - Josef Panáček, tiratore a volo cecoslovacco (n. 1937)
- 2022 - Alain Parguez, economista francese (n. 1940)
- 2022 - Nehemiah Persoff, attore e pittore israeliano (n. 1919)
- 2022 - Lee Rose, allenatore di pallacanestro statunitense (n. 1936)
- 2022 - Bobby Rydell, cantante, musicista e imitatore statunitense (n. 1942)
- 2022 - Yoshikazu Shirakawa, fotografo giapponese (n. 1935)
- 2022 - Bjarni Tryggvason, astronauta e ingegnere canadese (n. 1945)
- 2022 - Jimmy Wang Yu, attore, regista e produttore cinematografico cinese (n. 1943)
- 2023 - Bill Butler, direttore della fotografia statunitense (n. 1921)
- 2023 - Sergio Gori, calciatore italiano (n. 1946)
- 2023 - Jeanine Martin, cestista francese (n. 1946)
- 2024 - Mohammed Dionne, politico senegalese (n. 1959)
- 2024 - Angelo Donato, politico italiano (n. 1934)
- 2024 - C.J. Snare, cantante statunitense (n. 1959)
- 2025 - Antonello Fassari, attore italiano (n. 1952)
- 2025 - Alberto Galardi, architetto italiano (n. 1930)
- 2025 - Heikki Hasu, sciatore nordico e politico finlandese (n. 1926)
- 2025 - Luigi Nocera, politico italiano (n. 1955)